# Sylvie Richterová
Sylvie Richterová (* 20. srpna 1945 Brno) je česká spisovatelka, profesorka bohemistiky, autorka experimentálních próz, románů, básnických sbírek a literárních esejí.

## Život

### Brno a Praha
Do osmnácti let žila v Brně, od roku 1963 v Praze, kde studovala cizí jazyky na Univerzitě 17. listopadu. Roku 1967 promovala. V roce 1971 získala titul PhDr. na Filozofické fakultě Univerzity Karlovy v Praze. V roce 1967 se provdala za italského bohemistu Sergia Corduase a o rok později se narodila dcera Milena. Rodina žila v Brně, v Bratislavě a v Praze. Richterová v té době začala psát, ale chtěla si uchovat nezávislost a politická situace a vojenská okupace Československa v srpnu 1968 ji odradily od pokusu uplatňovat se veřejně. Pracovala jako překladatelka, studovala literaturu a estetiku a spřátelila se s filosofem Robertem Kalivodou a profesorem estetiky Olegem Susem.

### Itálie
Koncem roku 1971 se s manželem a dcerou přestěhovala do Říma. Zapsala se na římskou univerzitu La Sapienza a studovala bohemistiku. Přednášel ji básník, divadelní kritik a slavista Angelo Maria Ripellino, který ji po promoci roku 1974 přizval ke spolupráci na katedře české a slovenské literatury.
Roku 1974 se rozvedla. Rozhodla se zůstat v Itálii, protože v Československu režim tvrdě postupoval proti všem projevům svobody a uvěznil i její sestru Zuzanu Richterovou a postupně i řadu přátel. Živila se překlady, obdržela stipendium CNR (Národní rady pro výzkum) a začala působit na Ústavu slovanské filologie univerzity La Sapienza. Spolupracovala také s italskou televizí na pořadech o disidentech ze zemí východní Evropy. Pro rozhlas napsala několik pořadů o české literatuře spolu s básníkem a kolegou Enzem De Filippis.
Díky sňatku měla od roku 1967 dvojí občanství a v sedmdesátých a v osmdesátých letech mohla navštěvovat Československo. Zprostředkovala spojení disidentů s exilem, zejména s novinářem a politikem Jiřím Pelikánem, který v Římě vydával exilový časopis Listy. Psala také pro revue Svědectví/Témoignage vydávanou v Paříži, pro časopis Lettre internationale, který řídil A. J. Liehm a další exilová periodika. Spolupracovala s řadou českých spisovatelů žijících v západní Evropě, mezi nejbližší patřili Jiří Kolář, Milan Kundera, Věra Linhartová, Antonín Brousek, Jiří Gruša, Jan Vladislav a Petr Král. Státní bezpečnost ji ostře sledovala a několikrát vyslýchala.
Knihy napsané před rokem 1989 vycházely v samizdatu a v exilových nakladatelstvích. Mezi její přátele v Praze patřili Sergej Machonin, Ludvík Vaculík, Jan Skácel, Miroslav Červenka, Josef Hiršal a Bohumila Grögerová. V roce 1987 se zúčastnila schůzky českých a slovenských spisovatelů z disidentského okruhu na Hrádečku u Václava Havla. Kulturní a duchovní propojování rozdělené Evropy je společným jmenovatelem její univerzitní i autorské práce, v různých rovinách je vyjadřuje celé její dílo.
Od devadesátých let žije Sylvie Richterová střídavě v Praze a v Římě. Píše česky, esejistiku také italsky.

### Ocenění
- 1994 Výroční cena Nadace Český literární fond za prózu[1]
- 2016 Cena Nadace Nadace Český literární fond za významné literární dílo roku 2015
- 2016 Cena Toma Stopparda[2][3]
- 2018 Cena města Brna[4]

### Působení na univerzitách
V letech 1974–2009 přednášela na univerzitách v Římě, v Padově, ve Viterbu a znovu v Římě, jako stipendistka, jako lektorka a jako profesorka. V sedmdesátých letech publikovala první literární eseje (o poesii J. Préverta, o Věře Linhartové) v odborných časopisech “Strumenti critici” a “Ricerche slavistiche”. Studie z české literatury uveřejňovala v italských, francouzských, německých a dalších časopisech. Účastnila se bohemistických a slavistických kolokvií na řadě evropských univerzit (Padova, Neapol, Trento, Pisa, Florencie, Sorbonne, Inalco, Humboldtova univerzita, Svobodná univerzita Brusel, od devadesátých let také Univerzita Karlova v Praze, Masarykova univerzita v Brně, Univerzita Komenského v Bratislavě, Univerzita Palackého v Olomouci).
Jihočeská univerzita v Českých Budějovicích jí v roce 2009 udělila čestný doktorát.

## Literární tvorba

### Próza
V roce 1975 dokončila v Římě svou první prózu, Návraty a jiné ztráty. S pomocí Sergeje Machonina a Drahoslavy Janderové vyšel rukopis v samizdatu, v Edici Petlice roku 1977. O rok později ho vydal Josef Škvorecký v exilovém nakladatelství Sixty-Eight Publishers v Torontu.
První prózy byly označované jako „experimentální“, protože namísto chronologického postupu a kauzální výstavby příběhu rozvíjely specifickou alchymii času, míst a setkání.Princip kompozice próz Sylvie Richterové odpovídá procesům reflexe, návratům v čase a prostoru a postupnému osvětlování témat z různých stran. Román Každá věc ať dospěje na své místo se časově rozkládá mezi druhou světovou válkou a počátkem třetího tisíciletí. Otevřenou otázkou je v něm banalita společenské absurdity, vědomá i nevědomá účast na zlu v každodenním životě. Namísto morálních soudů představuje bohatou fenomenologii konkrétního, „samozřejmého“ a přitom patologického nesmyslu, často na hranici pláče a smíchu. Originální kompozice tvoří dynamickou mozaiku detailů i velkých záběrů. Osudy postav románu kladou existenciální a etické otázky, jejichž smysl přesahuje historický rámec.

### Poezie
Dvě sbírky veršů a básně otiskované v časopisech od poloviny osmdesátých let představují nikoliv rozsáhlý, ale intenzivní a výrazově objevný pól tvorby vycházející z existenciální a duchovní zkušenosti.

### Eseje
Čtyři svazky esejů se věnují zejména české moderní literatuře a často objevují podstatné ale opomíjené či špatně rozeznané aspekty, například fenomenologii idiocie v díle Jaroslava Haška, nebezpečí dehumanizace a robotizace v dystopiích Karla Čapka, mystickou dimenzi v díle Bohumila Hrabala, existenciální dimenzi řeči v próze Věry Linhartové. Důležitým tématem je také fenomén sémantické slepoty jako klíč k základním existenciálním otázkám Evropy dvacátého a jedenadvacátého století, zejména v díle Milana Kundery.
Jako zvláštní kategorii literatury zkoumá Sylvie Richterová literární deník pojatý jako objektivní svědectví, například v díle Jiřího Koláře a Ludvíka Vaculíka. Eseje se věnují souvislostem literární tvorby a konkrétních historických zkušeností (například metahistorický aspekt české literatury, diaspora, samizdat, ideologie, nezávislost umění, otázka centra a periferie, polyglotismus). Pozornost zaměřuje i na obecné estetické otázky (zejména souvislosti mezi estetikou a etikou, smích a jeho noetické a etické aspekty, smysl klasických kategorií jako krása, dobro a pravda ve světle současnosti). V esejích o poezii věnuje zvláštní pozornost fenoménům jako ticho, oxymoron nebo polyfonie; figurují tu mezi jinými Vladimír Holan, Jan Skácel, Jiří Kolář, Antonín Brousek, Petr Král, Ivan Wernisch, Petr Kabeš, Ivan Martin Jirous, Miloslav Topinka.

#### Próza
- Návraty a jiné ztráty, samizdat 1977; Toronto: Sixty Eight Publishers, 1978

francouzsky: Retours et autres pertes, překlad Nathalie Zanello, Paris: Ed. de Septembre, 1992. ISBN 2-87914-007-2
- Rozptýlené podoby, samizdat 1979; Praha: Mladá fronta, 1993 ISBN 80-204-0390-6
- Místopis, samizdat 1981; Köln am Rhein: Index, 1983, ISBN 88-7641-036-8[9]

italsky: Topografia, překlad Caterina Graziadei a autorka, Roma: E/O, 1986, ISBN 88-7641-036-8
francouzsky: Topographie, (Sylvie Richter), překlad Nathalie Zanello, Paris: Gallimard, 1992, ISBN 2-07-073157-X
- Slabikář otcovského jazyka, samizdat 1987.
- Slabikář otcovského jazyka (rozšířené vydání, obsahuje Návraty a jiné ztráty, Místopis, Slabikář otcovského jazyka), Brno: Atlantis; Praha: Arkýř, 1991, ISBN 80-7108-022-5
- Druhé loučení, Praha: Mladá fronta, 1994, ISBN 80-204-0494-5

francouzsky: Second adieu, (Sylvie Richter), přel. Nathalie Zanello, Paris: Gallimard, 1994, ISBN 2-07-074059-5
bulharsky: Povtorno sbosuvanje, přel. Margarita Mladenova, Sofia: Heron Pres, 2005, ISBN 954-580-182-4
- Každá věc ať dospěje na své místo, Praha: Torst, 2014, ISBN 978-80-7215-475-3[11][12][13][14][15]

#### Poezie
- Neviditelné jistoty, samizdat, Praha: Artforum, 1994, ISBN 80-85271-16-8
- Čas věčnost, Praha: Torst, 2003, ISBN 978-80-7215-475-3
- Slyšet obrazy, Praha: Malvern, 2018, ISBN 978-80-7530-132-1
- Tajné ohně, Praha: Malvern, 2020, ISBN 978-80-7530-273-1

#### Eseje
- Slova a ticho, doslov Květoslav Chvatík, München: Arkýř, 1986, ISBN 978-80-7215-475-3.

Druhé vydání, Praha: Československý spisovatel, 1992, ISBN 80-202-0333-8
- Ticho a smích, Praha: Mladá fronta, 1997, ISBN 80-202-0333-8
- Místo domova, Brno: Host, 2004, ISBN 80-7294-131-3
- Eseje o české literatuře, Praha: Pulchra, ISBN 978-80-7215-475-3[16][17]
- Humor jako zvláštní rozměr vědomí. Eseje o Jaroslavu Haškovi, Malvern, Praha  2024, ISBN 978-80-7530-556-5

#### Bibliofilie
- Le brave soldat Chveik: le cliché et le non-sens comme expression d’un monde en dissolution. Gravures de J.-P.-Pincemin. Authon-La-Plaine: Jean-Pierre Pincemin éditions, 1989.

#### Antologie prózy a poezie
- Generace 35–45, München: Arkýř, 1986. Odmítám dnes programově; Skrytý život knih, s. 311–328, ISBN 3-922810-13-6
- Aus zwanzig Jahren Finsternis. Tschechische uns slowakische Erzählungen 1997–1990, uspořádali Paul Kruntorad, Milan Jungmann, Josef Bžoch. Kinder und Tiere, s. 228–236, Wien: Deutichcke, 1991, ISBN 3-216-07830-2
- Ich trage das Land, uspořádala Barbara Neuwirth. Abc-Buch der Vatersprache, s. 223–230, Klagenfurt: Wieser Verlag, 1996, ISBN 3-85129-148-4
- This Side of reality. Modern Czech Writting, uspořádala Alexandra Büchler, Serpent’s Tale. London, New York: Fear Trip, s. 94–110, 1996, ISBN 1-85242-378-1
- Europa erlesen. Mähren, uspořádala Christa Rothmeier. Abc-Buch der Vatersprache, s. 140–141, Klagenfurt: Wieser Verlag, 1997, ISBN 3-85129-218-9
- Tre tjeckiska författarinor: Zuzana Brabcová, Daniela Hodrová, Sylvie Richterová. Předmluva Alice Jedličková, Charta 77-Stiftelsen, Stockholm, 1997, Tjeckiska och slovakiska röster, ISSN 1103-8977
- Allskin and other Tales by contemporary Czech women, uspořádala Alexandra Büchler, Sylvie Richter, Fragments and Likenesses, s. 209–223, Seattle: Women in Translation, 1998, ISBN 1-879679-11-6
- Wuhladko. Literarny almanach, uspořádala Roźa Domašcyna. Druhe božemje, s. 36–45, Budyšín: Domovina Verlag, 2003 ISBN 3-7420-1950-3
- Ber po čem toužíš. Ze světla do tmy, ze tmy do světla, s. 122–137, Jihlava: Nakladatelství Listen, 2006 ISBN 80-86526-20-8

#### Překlady
- Jan Skácel, Il difetto delle pesche (Chyba broskví), Roma: Il pruno, 1981.
- Jiří Kolář, Opere postume del signor A, tradotto con Alessandra Mura, Revue K, Altforteville, 1990.

#### Slovníková hesla
- Letteratura ceca, in Dizionario della letteratuta mondiale del ‘900, Roma: Edizioni Paoline, 1980.
- Hašek Jaroslav, Mácha Karel Hynek in Dictionnaire universel des Littératures, Paris: Presses Universitaires de France, 1994.
- Jaroslav Hašek, in Patrimoine littéraire. Auteurs européens du premier XXe sičcle, vol. 1, a cura di Jean-Claude Polet, Bruxelles: De Boeck Université, 2002, s. 22–33.

#### Články, úvody, doslovy (výběr)
- I contorni del silenzio: ossimoro nella moderna poesia ceca, in Studi in onore di Ettore Lo Gatto, Roma: Bulzoni, 1980, s. 253–263.
- I romanzi di Kundera e i problemi della comunicazione, in Strumenti critici, 1981, č. 45, s. 308–334. ISBN 88-06-05389-2
- Introduzione, in Vítězslav Nezval, Valeria e la settimana delle meraviglie, Roma: Edizioni E/O, 1982, s. 5–17. ISBN 88-7641-002-3
- Radici e metamorfosi del surrealismo praghese dagli anni Trenta agli anni Sessanta, in Europa orientalis, 1983, č. 2, s. 123–129.
- Les romans de Kundera, in L’infini, č. 5, 1984, s. 32–55. ISBN 2-207-22986-6
- Jaroslav Hašek: le cliché et le non-sens comme expression d‘un monde en dissolution, in: Jaroslav Hašek et les Aventures du brave soldat Chvéďk, Tome 58, fasc. I, Paris: Institut des Etudes Slaves, 1986, s. 9–14.
- Hašek, autore comico e tragico di Švejk, in Saggi di Letteratura praghese, a cura di Marino Freschi, Napoli: Instituto Orientale di Napoli, 1987, s. 1–19.
- Rittratto dell’autrice, in Věra Linhartová, Ritratti carnivori, Roma: Edizioni e/o, 1987, s. 57–76. ISBN 88-7641-048-1
- La littérature tchèque en exil et le probleme du polyglotisme, in Les effets de l‘émigration et l‘exil dans les cultures tchèque et polonaise, uspořádaly Jana Jechova et Hélene Wlodarczyk, Paris: Presses de l’Université de Paris-Sorbonne, 1987, s. 49–60. ISBN 2-904315-40-3
- L’Univers sémiotique, les centres et les périphéries, in Centres et péripheries. Bruxelles-Prague et l‘espace culturelle européen. Textes réuinis par J. Rubeš, Ed. Yellow now, Ličge, 1988, s. 33–43.
- Přesto je třeba mluvit, in Petr Král, Éra živých, München: Arkýř, 1989, s. 163–178.
- La polyphonie dans la poésie de Vladimír Holan, in Vladimír Holan, in La Revue de Belles-Lettres, 1–2 1991, s. 209–220.
- Letteratura ceca: tra ironia e incanto, in L‘Informazione bibliografica – Il Mulino, 1991, č. 2, s. 382–289.
- L’Idiozia, una passione di Jaroslav Hašek, in Tra simbolismo e avanguardie. Studi dedicati a Ferruccio Masini, Roma: Editori Riuniti, 1992, s.121–128.
- La letteratura come palcoscenico, in Praga palcoscenico dell’est, uspořádal A. Scandurra, Il Girasole edizioni, 1992, s. 140–152.
- Jan Skácel, in Bílá žízeň, Třebíč: FiBox, 1993, s. 27–30.
- Tradice pražského lingvistického kroužku v Itálii, in: Světová Literárněvědná bohemistika, II, Úvahy o české literatuře. Materiály z 1. Kongresu světové literárněvědné bohemistiky, Praha, 28. až 30. června 1995.s. 484–499. ISBN 80-85778-16-5
- Nezávislá literatura a závislá kritika, in: Česká nezávislá literatura po pěti letech, uspořádal F. Kautman, Primus: Praha 1995, s. 92–96.
- La littérature indépendante et la critique dépendante, (Sylvie Richter), in: L’Atelier di Roma, č. 4, Paris, mai 1995, s. 82–91.
- Riso e potere: Hašek, Kraus, Solženicyn, in Europa orientalis, XV, 1996, č. 2, s. 203–220.
- L’homme n’a pas ou reposer sa tête : une réflexion sur le concept de la patrie dans la poésie tchèque de la seconde moitié du XXème siècle, in: Littérature et l’émigration. Textes réuinis par Maria Dellaperrière, in Cultures et sociétès de l’Est 27, ISBN 2-7204-0320-2
- Die Identität des Menschen in der Zeichenwelt, in: Prager Schule: Kontinuität und Wandel. Arbeiten zur Literaturästhetik und Poetik der Narration, editor W. F. Schwarz, Frankfurt am Main: Vervuert Verlag, 1997, s. 347–362.
- Il labirinto del mondo e il paradiso del cuore di Jan Amos Komenský, in: Letteratura e filosofia tra il Seicento e il Settecento, a cura di N. Boccara, Roma: Archivio Guido Izzi, 1999, s. 63–69. ISBN 88-85760-79-1
- Le monde des pères et le monde sans pères. Observations sur la figure du père en tant que catégorie sémantique et littéraire dans la prose tchèque, in: Modernisme en Europe centrale. Les avant-gardes, Paris: L'Harmattan, 1999, s. 157–169. ISBN 2-7384-8591-X
- Karel Čapek, un impegno per la felicità, in: L’Informazione bibliografica, il Mulino, 1999, č. 1, s. 7–9. ISBN 88-15-06934-8
- Giornalismo e finzione secondo Čapek, in: L’Informazione bibliografica, il Mulino, 1999, č. 3, s. 311–313. ISBN 88-15-06934-8
- Karel Čapek, giardiniere di Dio, in: Giardini, Viterbo, Sette città, 2000, s. 177–192. ISBN 88-86091-28-1
- Antropologická konstanta v estetice a v literatuře, in: Wiener Slavistisches Jahrbuch, Österreichischen Akademie der Wissenschaften, Wien, 2000, s. 155–164.
- Z labyrintu do ráje. Komenského dílo jako cesta poznání, in: Česká literatura na konci tisíciletí, Praha: Česká akademie věd, 2001, s. 61–76. ISBN 80-85778-29-7
- La memoria come valore, come tema e come forma nella letteratura ceca degli anni Novanta, Cinque letterature oggi. Russa, polaca, serba, ceca, ungherese, a cura di Annalisa Cosentino, Forum, Editrice Universitaria Udinese, Udine, 2002, s. 403–410. ISBN 88-8420-084-9
- Observations sur une dimension mystique chez Bohumil Hrabal, in: Bohumil Hrabal, palabres et existence. Textes réuinis par Xavier Galmiche, Paris: Presses Universitaires de Paris-Sorbonne, 2002, s. 161–170. ISBN 2-84050-259-3
- Le figure del tempo nella poesia di Jan Skácel, in: „Russica Romana“, Vol. IX, 2002, In ricordo di Michele Colucci, s. 201–210.
- „Vai, Non so dove, Porta, Non so cosa“, in: Fare letteratura oggi, a cura di Carla Locatelli e Oriana Palusci, Labirinti 65, Trento: Università degli Studi di Trento, 2003, s. 115–120. ISBN 88-8443-036-4
- Kolars Interpretation des Futurismus, in: „Spatmoderne. Lyrik des 20 Jahrhunderts in Ost-Mittel-Europa 1, a cura di Alfrun Kliems, Ute Rasslof, Peter Zajac, Berlin: Frank und Timme, 2006, s. 237–251. ISBN 978-3-86596-020-7
- Otázka Boha ve světě bez Boha: Nesmrtelnost a pochybování Milana Kundery, in: Milan Kundera, Nesmrtelnost, Brno: Atlantis, 2006, s. 359–374. ISBN 80-7108-276-7
- Kolářův experiment s uměním: příklad futurismu, in: Česká literatura, LIV, 2006/2–3, s. 289–305.
- L’idiotie: la grande passion de Jaroslav Hašek (Sylvie Richter), in: De Hašek à Brecht. Fortune de la figure de Chvéďk en Europe in Les cahiers de l’ILCÉA. Textes réuinis par Marie-Odile Thirouin, č. 8 – 2006, s. 41–57. ISSN 1639-6073
- Il kitsch e la visione del male nei romanzi di Milan Kundera, in: Nuova prosa. Quadrimestrale di prosa, č. 48, nuova serie, marzo 2008, s. 173–185.
- La Primavera di Praga come evento culturale, in: Primavera di Praga, risveglio europeo, a cura di F. Caccamo, P. Helan, M. Tria, Biblioteca di Studi Slavistici, Firenze: Firenze university Press, 2011, s. 15–35, ISBN 978-88-6453-269-1
- Pokus o synchronní pohled na dílo Milana Kundery, in: Co zmůže literatura, Soubor statí o díle Milana Kundery, Brno: Host, 2012, s. 13–23. ISBN 978-80-7294-380-7
- Etica ed estetica del samizdat, in: e-Samizdat, 2015.
- Rozpoznat převlek anděla tmy, rozhovor in: Tvar, 3 apr 2015,
- La puissance de l’impuissance, in: L’Atelier du roman, č. 86, juin 2016, s. 150–160. ISBN 978-2-0813-4847-9